# 제3전차사단 (일본군)
전차 제3사단(戦車第3師団)은 일본 제국의 육군의 4개의 전차사단 중 하나였다.

## 역사
1933년 4월 21일, 만주에서 기병 제1여단과 4여단을 편성한 관동군 소속 기병집단(騎兵集団 기헤이슈단[*])를 전차부대로 재조직하므로 전차 제3사단이 창설되었다.
1937년 10월, 기병 제3여단이 기병집단으로 전속하였다.
1938년 7월 11일, 기병집단은 북지나 방면군으로 전속하였고, 같은 해 10월 11일, 기병 제4여단이 중지나 파견군으로 전속하였다.
11월 11일, 기병집단은 주몽군으로 전속하였다. 소련의 움직임과 침공에 대비하기 위한 국경 경계순찰 임무를 부여받았다.
1942년 6월, 기병집단이 전차 제3사단으로 재편성되었다.
1944년 4월, 제12군으로 전속하여 이치고 작전, 혹은 1호 작전으로도 알려진 중국 북방과 남방의 국민혁명군을 상대로한 대륙타통작전에 투입되었다. 이 작전에는 두가지 목적을 가졌는데, 프랑스령 인도차이나로의 길을 열고 남방의 국민혁명군을 지원하고 일본 열도를 폭격하는 미국 육군 항공대의 폭격기가 이용하는 비행장을 점거하기 위함이다. 6월, 묵던에 주둔하던 전차 제8연대가 라바울의 제8방면군으로 전속하였다.
1945년 3월, 라오허커우 작전에 따라 서허난-북후베이 회전에 투입되었다.
1945년 4월, 타이위안시의 전차 제12연대가 소련의 만주 침공에 대비하여 경성을 방어하기 위해 경성의 제17방면군으로 전속하였다.
1945년 9월, 전차 제3사단이 복원되었다. 전차 제13연대는 항저우에서 1944년에 톈진, 종전 당시에는 창사에 주둔하였다. 전차 제17연대는 톈진에 있었다.

## 지휘부

### 사단장
1. 중장 니시하라 잇사쿠; 1942년 12월 1일 ~ 1944년 1월 7일[4]
2. 중장 야마지 히데오; 1944년 1월 7일 ~ 종전[5]

### 참모장
1. 대령 와타베 후지오; 1942년 12월 1일 - 1943년 8월 2일[6]
2. 대령 하시모토 미치요시; 1943년 8월 2일 - 1944년 11월 15일[7][8]
3. 대령 무코다 무네히코; 1944년 11월 22일 - 종전[9]

## 부대
- 전차 제5여단[1]
  - 전차 제8연대[1][fn 1]
  - 전차 제12연대[1][fn 2]
- 전차 제6여단[1]
  - 전차 제13연대[1]
  - 전차 제17연대[1]
- 기동보병 제3연대
- 기동포병 제3연대
- 속사포대
- 수색대
- 방공대
- 공병대
- 정비대
- 치중대

## 기록

### 소속
- 관동군, 1933년 4월 21일
- 북지나 방면군, 1938년 7월 11일
- 주몽군, 1942년 11월 11일
- 제12군, 1944년 4월

### 계보
- 1933년 4월 21일, 騎兵集団 기헤이슈단[*]
→기병집단
- 1942년 6월, 戦車第3師団 센샤 다이산시단[*]
→전차 제3사단

### 참전
- 중일 전쟁
  - 대륙타통작전
  - 라오허커우 작전

## 같이 보기
- 전차 제1사단
- 전차 제2사단
- 전차 제4사단

### 내용주
1. ↑  1942년 9월, 라바울의 제8방면군으로 전속함.
2. ↑  1945년 4월, 경성의 제17방면군으로 전속함.

### 인용주
1. 1 2 3 4 5 6 7  Rottman & Takizawa 2008, 12쪽.
2. ↑  Rottman & Takizawa 2008, 41-42쪽.
3. ↑  Sherry, 21쪽
4. ↑  Toyama 1981, 328쪽.
5. ↑  Toyama 1981, 335쪽.
6. ↑  Toyama 1981, 430-431쪽.
7. ↑  Toyama 1987, 989쪽.
8. ↑  《第239号 昭和19年11月16日 陸軍異動通報》. アジア歴史資料センター. Ref.C12120925500.
9. ↑  Toyama 1981, 450쪽.

### 참고 자료
- 영어권
  - Frank, Richard B (1999). 《Downfall: The End of the Imperial Japanese Empire》 (영어). New York: Random House. ISBN 0-679-41424-X.
  - Jowett, Bernard (1999). 《The Japanese Army 1931-45(Volume 2, 1942-45)》 (영어) 2판. Osprey Publishing. ISBN 1-84176-354-3.
  - Madej, Victor (1981). 《Japanese Armed Forces Order of Battle, 1937–1945》 (영어). Game Publishing Company. ASIN B000L4CYWW.
  - Rottman, Gordon L.; Takizawa, Akira (2008). 《World War II Japanese Tank Tactics》 (영어). Osprey Publishing. ISBN 978-1846032349.
  - Tomczyk, Andrzej (2005). 《Japanese Armor Vol. 4》 (영어). AJ Press. ISBN 978-8372371676.
  - Zaloga, Steven J. (2007). 《Japanese Tanks 1939–45》 (영어). Osprey Publishing. ISBN 978-1-8460-3091-8.
  - Sherry, Mark D. 《China Defensive》. The U.S. Army Campaigns of World War II (영어). United States Army Center of Military History. CMH Pub 72-38. 2019년 4월 1일에 원본 문서에서 보존된 문서. 2020년 7월 19일에 확인함.
- 일본어권
  - 原剛 (2003).  安岡昭男, 편집. 《『日本陸海軍事典コンパクト版(上)》 (일본어). 新人物往来社.
  - 秦郁彦 (2005). 《日本陸海軍総合事典》 (일본어) 2판. 東京大学出版会. ISBN 4130301357.
  - 福川秀樹 (2001).  外山操, 편집. 《日本陸軍将官辞典》 (일본어). 芙蓉書房.
  - 外山操 (1981). 《陸海軍将官人事総覧 陸軍篇》 (일본어). 芙蓉書房.
  - 外山操 (1987).  森松俊夫, 편집. 《帝国陸軍編制総覧》 (일본어). 芙蓉書房.